# Velika župa Prigorje
Velika župa Prigorje bila je jedna od 22 velike župe na prostoru NDH. Sjedište joj je bilo u Zagrebu, a djelovala je od 21. lipnja 1941. do 5. srpnja 1944. godine kada je ukinuta osnutkom velike župe Gora-Prigorje, koja je, pored dijela teritorija velike župe Gora, uključila i cjelokupno područje velike župe Prigorje. Građansku upravu u župi vodio je veliki župan kao pouzdanik vlade kojega je imenovao poglavnik. Obuhvaćala je područje kotarskih oblasti:
- Dugo Selo
- Kutina
- Samobor
- Stubica
- Sveti Ivan Zelina
- Velika Gorica
- Zagreb